# Рукур, Жан-Батист
Жан-Батист Рукур (фр. Jean-Baptiste Roucourt; 28 октября 1780, Брюссель — 1 мая 1849, Брюссель) — бельгийский композитор и музыкальный педагог.
Получил начальное музыкальное образование под руководством Шарля Жозефа ван Хелмонта, затем в 1802—1803 гг. учился вокалу в Парижской консерватории у Винченцо Фьокки. Некоторое время преподавал в Париже, а в 1812 г. вернулся в Брюссель и основал собственную школу пения. Дела у Рокура пошли настолько удачно, что в 1823 г. он получил правительственную субсидию и право именовать своё заведение Королевской школой музыки. В 1824 г. в школе был учреждён класс скрипки, который возглавил Никола Ламбер Вери. В результате Бельгийской революции в 1830 году выданный из Амстердама королевский патент потерял силу, и школа Рукура закрылась, но когда двумя годами позже была образована гораздо более масштабная Брюссельская консерватория, Рукур получил звание почётного профессора, и до сих пор его школа считается непосредственной предшественницей консерватории.
Рукуру принадлежит кантата на бракосочетание принца Фредерика Оранского-Нассау с Луизой Прусской (1825), ряд романсов, хоровая и вокальная церковная музыка. Он также написал «Опыт о теории пения» (фр. Essai sur la théorie du chant; 1820).